# Guido Santin
Guido Santin (ur. 1 stycznia 1911 w Burano, zm. 1 sierpnia 2008 w Cavallino-Treporti) – włoski wioślarz, srebrny medalista olimpijski.
Wystartował na igrzyskach olimpijskich w Berlinie w 1936 roku, gdzie reprezentanci Królestwa Włoch w składzie: Almiro Bergamo, Guido Santin i Luciano Negrini (sternik) zdobyli srebrny medal w dwójkach ze sternikiem. W wyścigu finałowym o 12,8 sekundy przegrali z reprezentantami III Rzeszy, a o 4,3 sekundy wyprzedzili Francuzów. Był to jego jedyny start olimpijski.
W tej samej konkurencji wywalczył ponadto złote medale na mistrzostwach Europy w Berlinie (1935) i mistrzostwach Europy w Mediolanie (1938) oraz srebrny na mistrzostwach Europy w Amsterdamie (1937).